# Molterkiste
Molterkiste war eine der Ortslagen und Hofschaften, die ab Ende des 19. Jahrhunderts in der expandierenden Stadt Ohligs aufgingen, die heute ein Stadtteil Solingens ist. 

## Lage und Beschreibung
Molterkiste lag als kleine Hofschaft an der heutigen Straßenkreuzung Untere Benrather Straße / Grabenstraße im Westen des Stadtteils Ohligs nahe der Stadtgrenze zu Hilden und südlich der Hildener Straße, der heutigen Landesstraße 85. Das Stadtviertel zwischen Hildener Straße und der Bahnstrecke Düsseldorf–Solingen ist heute ein geschlossenes Wohnviertel. Reste der einstigen Hofschaft sind nicht mehr vorhanden. Benachbarte Ortslagen sind bzw. waren (von Nord nach West): Maubeshaus, Keusenhof, Broßhaus, Ohligs, Kalstert, Diepenbruch, Potzhof, Bauermannsheide, Brabant und Trotzhilden.

## Geschichte
Das Gebiet am Westrand des heutigen Ohligser Stadtzentrums war noch am Ende des 19. Jahrhunderts nur locker durch einige Ortslagen und Hofschaften besiedelt, darunter auch Molterkiste. Die Topographische Aufnahme der Rheinlande von 1824 verzeichnet an der Stelle von Molterkiste einen unbenannten Ort, die Preußische Uraufnahme von 1844 enthält den Ort als Molterkiste, wobei ihn beide Karten als zusammengewachsenen Ort mit dem nördlich gelegenen Riefnacken verzeichnen. In der Topographischen Karte des Regierungsbezirks Düsseldorf von 1871 ist der Ort unbenannt verzeichnet.
Die Gemeinde- und Gutbezirksstatistik der Rheinprovinz führt den Ort 1871 mit elf Wohnhäusern und 69 Einwohnern auf.
Nach Gründung der Mairien und späteren Bürgermeistereien Anfang des 19. Jahrhunderts gehörte Molterkiste zur Bürgermeisterei Merscheid, die 1856 zur Stadt erhoben und im Jahre 1891 in Ohligs umbenannt wurde.
Dem war 1867 die Eröffnung eines Bahnhofes auf freiem Feld bei Hüttenhaus vorausgegangen, des Bahnhofes Ohligs-Wald, der heute den Namen Solingen Hauptbahnhof trägt. Die nahegelegene größere Hofschaft Ohligs gewann an Bedeutung und entwickelte sich infolge der Nähe zu dem Bahnhof zu einem der Siedlungszentren in der Stadt Merscheid. Viele umliegende Ortslagen und Hofschaften verloren ihre solitäre Lage und gingen in der sich ausbreitenden geschlossenen gründerzeitlichen Bebauung der Stadt vollständig auf.:113 So auch Molterkiste, das im Jahre 1885 dem Ausbau der Benrather Straße zum Opfer fiel. Die Straße wurde in der Folgezeit neu bebaut. In der Hofacker-Karte von 1898 ist der Ort entlang der Benrather Straße bereits geschlossen bebaut.
Mit der Städtevereinigung zu Groß-Solingen im Jahre 1929 wurde der Ort nach Solingen eingemeindet. Die Ortsbezeichnung ist bis heute an der Stelle des einstigen Hofes im Stadtplan aufgeführt.